# 俞金尧
俞金尧（1962年—），汉族，中华人民共和国政治人物、第十一届全国政协委员。
加入中国民主促进会，担任中国社会科学院世界历史研究所研究员。2008年，当选第十一届全国政协委员，代表社会科学界，分入第三十二组。2018年1月，当选第十三届全国政协委员。